# Blåbandsrörelsen
Blåbandsrörelsen är en nykterhetsrörelse på kristen grund. 

## Historia
Blåbandsidén föddes i USA. En alkoholiserad krögare, Francis Murphy, hamnade i fängelse för olaga spritförsäljning, blev kristen och började efter frigivningen 1871 hålla väckelsekampanjer där han uppmanade till personlig helnykterhet. År 1876 började man använda ett blått band som igenkänningstecken. Bandet hämtades från Fjärde Mosebok 15: 38-39 där Guds barn uppmanas att ha ett blått band i hörntofsarna för att minnas Herrens bud.
Idén fördes vidare till Storbritannien där den sedan spreds vidare i Europa, bland annat till Sverige och Finland där man fortfarande använder Blå Bandet som symbol och namn.
I Schweiz, antog Louis-Lucien Rochat 1883 ett blått kors som symbol, influerad av Röda korset. Med Schweiziska Blå Korset som förebild bildades flera syskonorganisationer i olika länder och blev grunden till Internationella Blå Korset.